# Rihards Zariņš
Rihards Zariņš, né le 27 juin 1869 et mort le 21 avril 1939, est un graphiste letton, chevalier de l'Ordre des Trois Étoiles. Il est considéré comme pionnier de la gravure d'ex-libris en Lettonie. Zariņš crée les armoiries de la Lettonie adoptées après l'indépendance du pays, le 18 novembre 1918. Il est également l'auteur du design de certaines des pièces de monnaie étant en circulation entre 1922 et 1945 ainsi que du premier timbre postal letton. En 1921-1939, il est professeur à l'atelier du graphisme de l'Académie des beaux-arts de Lettonie.

## Biographie
Rihards Zariņš nait dans la famille de Hermann Zariņš, régisseurs du domaine Ķieģeļu muiža dans le district de Valmiera du Gouvernement de Livonie. Son enfance se déroule à Līgatne où son père occupe le poste de contremaître à la fabrique de papeterie. Puis, la famille s'installe à Grīva près de Daugavpils. Il est scolarisé à l'école locale. En 1887, grâce au gérant de l'école, un certain Neumann, qui y enseigne également le dessin et l'histoire d'art, Zariņš déménage à Saint-Pétersbourg en vue de passer le concours d'entrée de l'Académie d'art et d'industrie Stieglitz. Il réussit à intégrer l'établissement l'année suivante dans la classe de Vassili Mate et obtient son diplôme en 1895. Pendant ses années d'études il fait partie de l'association d'artistes lettons de Saint-Pétersbourg Rūķis. Il fait un tour en Europe en 1895-1899 et complète sa formation en gravure et lithographie dans les ateliers de Rudolf von Seitz (de), Alexander Zick et Maximilian Dasio (en) à Munich (1896), chez William Unger à Vienne (1897-1898). En 1899, il visite Paris et Rome.
De retour à Saint-Pétersbourg, il travaille à l'entreprise Goznak (en), avant de venir s'installer à Riga sur l'invitation du gouvernement de Lettonie, en mai 1919. Alors qu'à l'initiative de Vilhelms Purvītis l'Académie des beaux-arts de Lettonie est fondée au mois d'octobre de la même année, il fait partie de son premier corps enseignant. Il est nommé professeur en 1934.
L'artiste est inhumé au cimetière de la Forêt à Riga.

## Œuvres

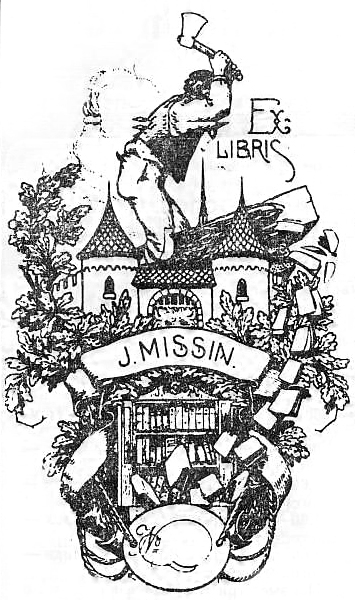
Zariņš. Ex-libris
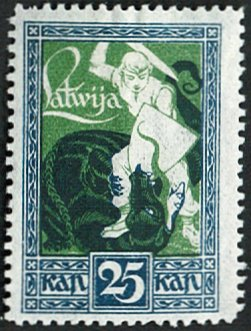
Timbre postal letton. 1919.
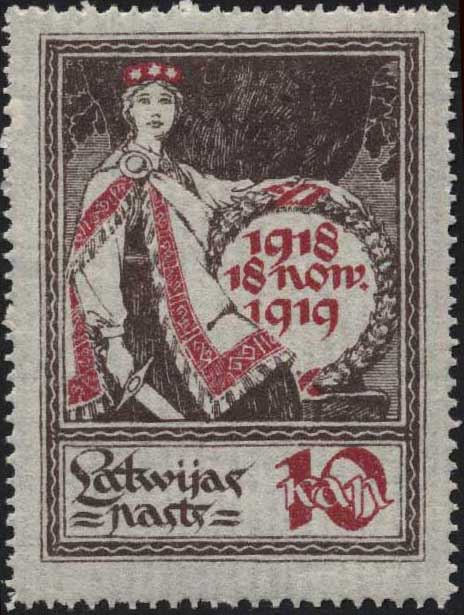
Timbre postal letton. 1919.
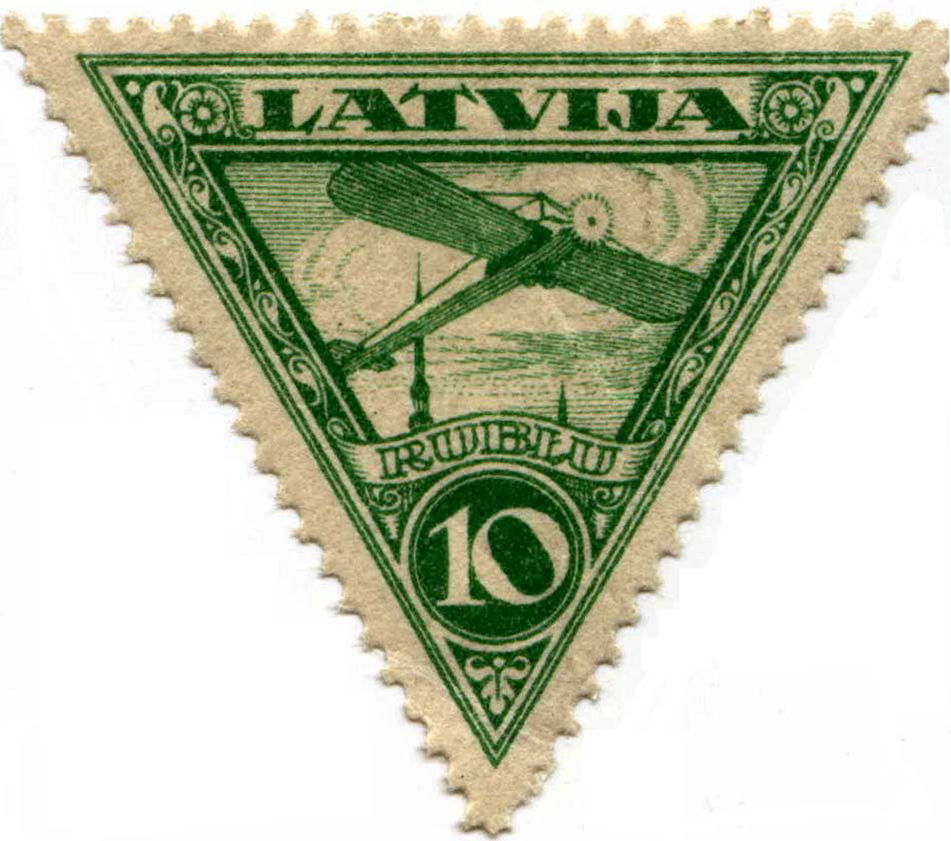
Timbre postal letton. 1921.
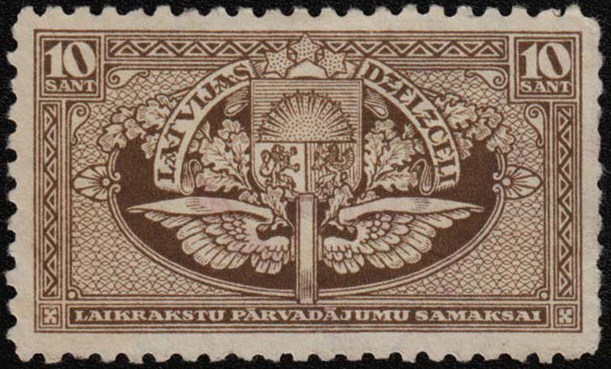
Timbre postal letton. 1926.
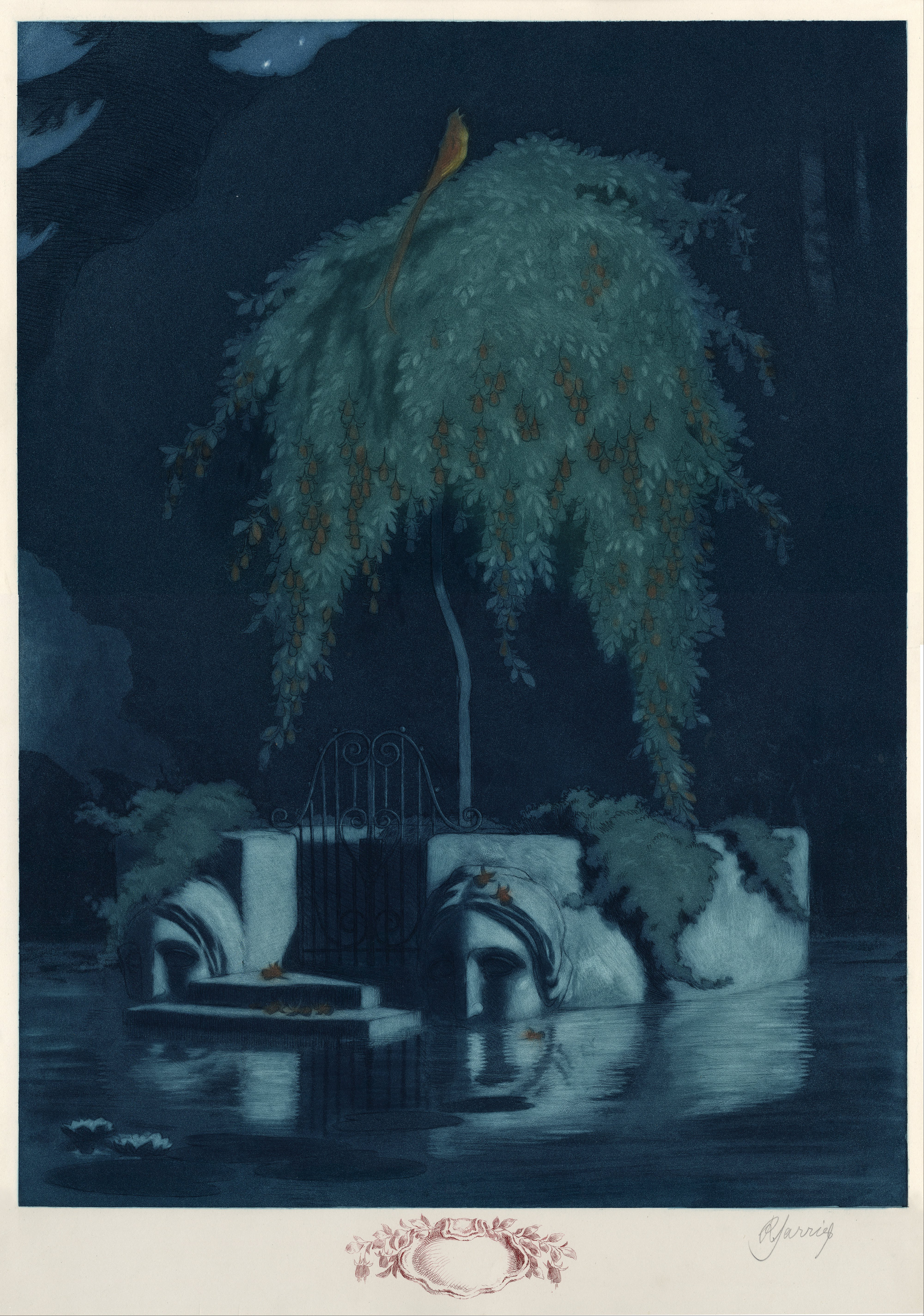
Rihards Zariņš - Le Tombeau du poète. Gravure.
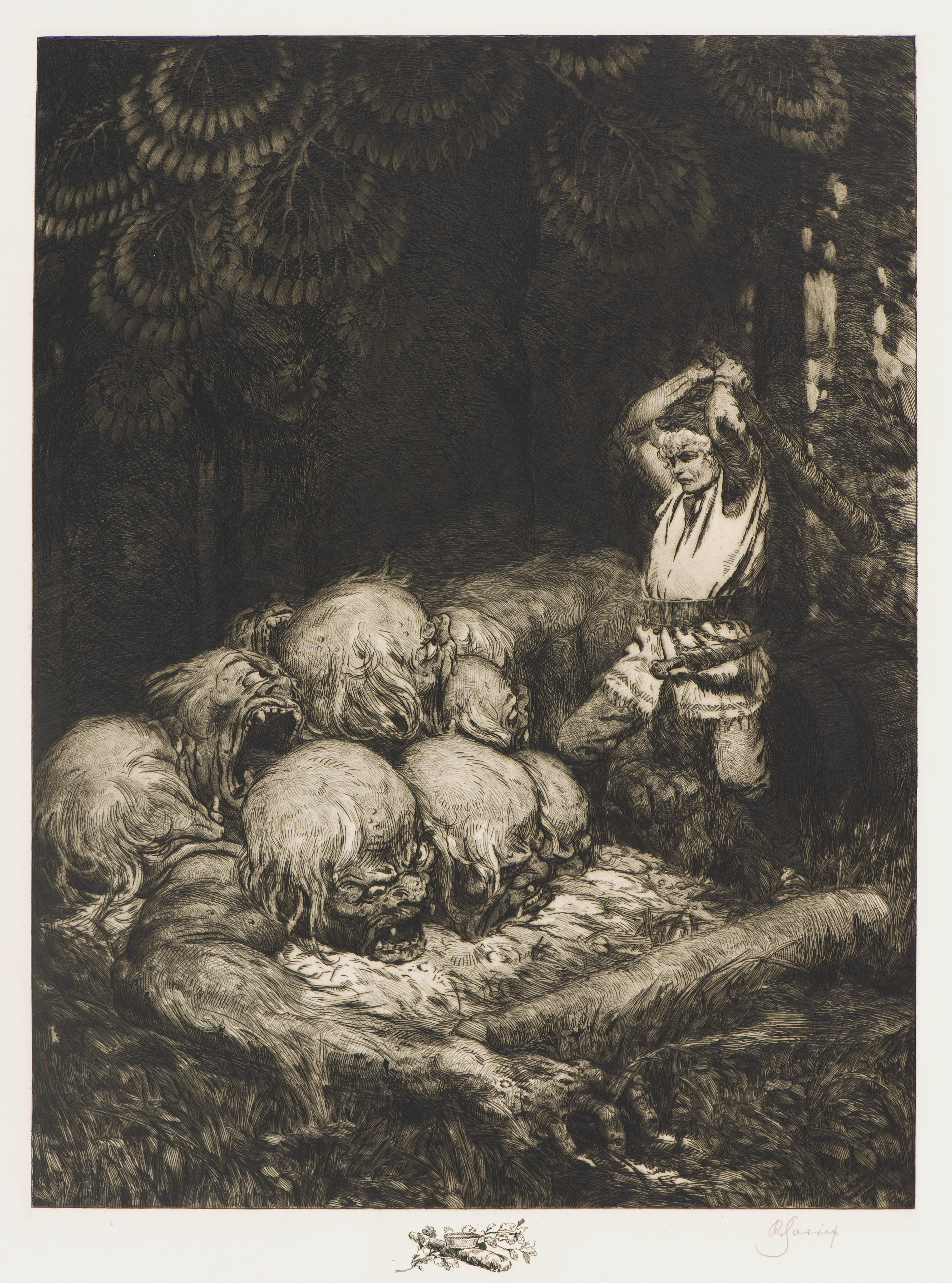
Rihards Zariņš - Kurbads affrontant le démon. Gravure.
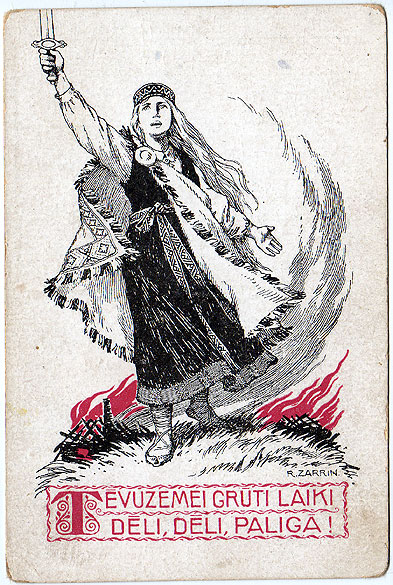
Zariņš - Affiche patriotique.
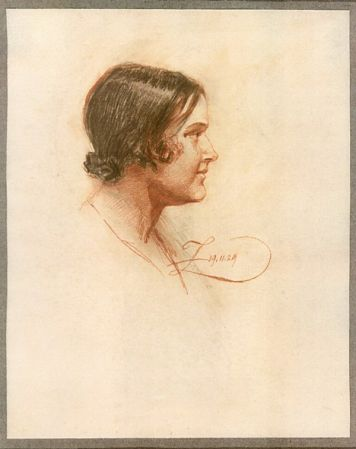
portrait de Zelma Brauere
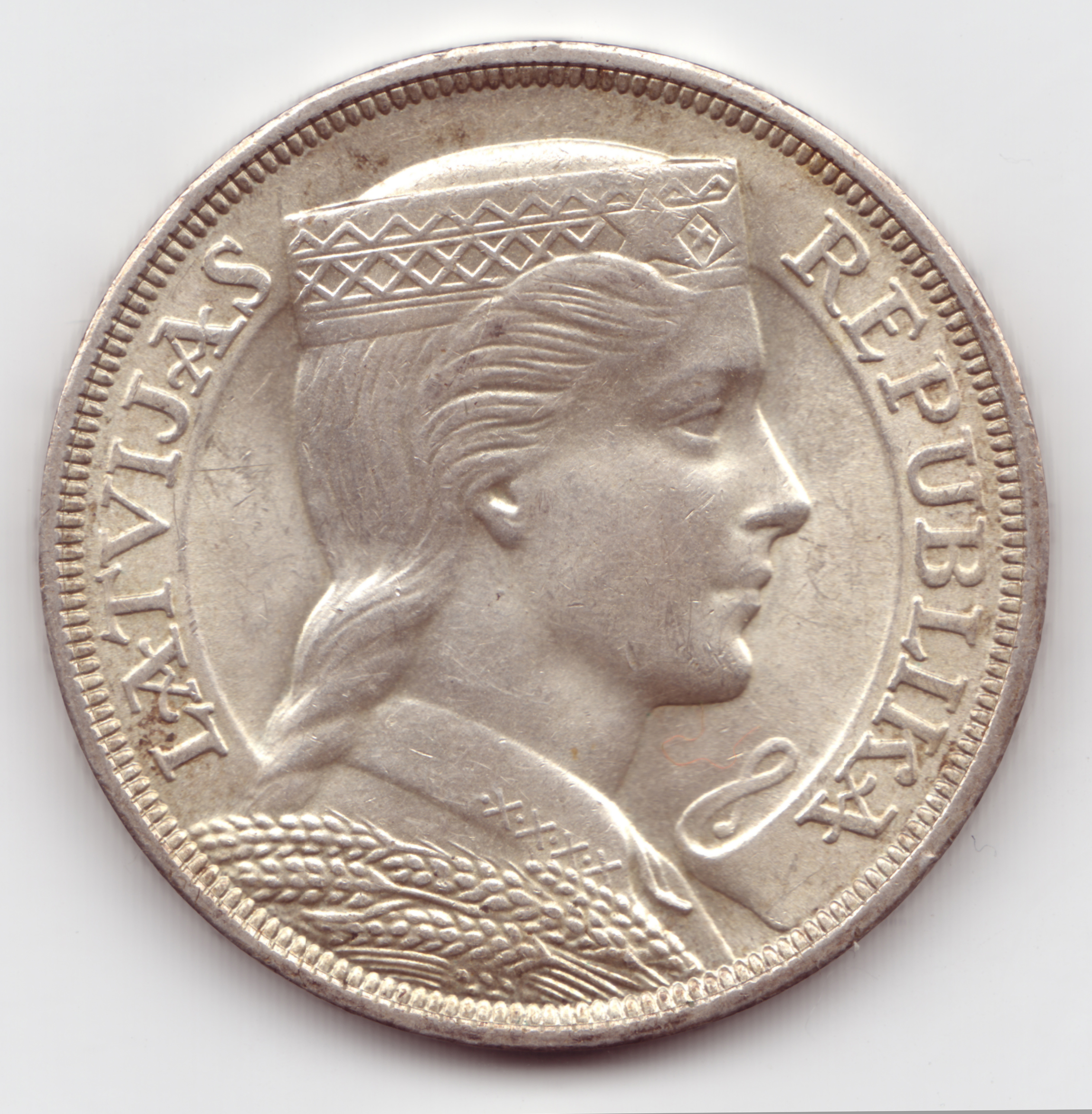
Pièce de cinq lats (averse)